# Udlændinge- og Integrationsministeriet
55°40′30.27″N 12°35′1.65″Ø / 55.6750750°N 12.5837917°Ø
Udlændinge- og Integrationsministeriet er et dansk ministerium. 
Ministeriet blev oprettet den 28. juni 2015 ved en flytning af opgaver fra Justitsministeriet, Beskæftigelsesministeriet, Ministeriet for Børn, Ligestilling, Integration og Sociale forhold, Ministeriet for By, Bolig og Landdistrikter, og Undervisningsministeriet.
I 2016 skiftede ministeriet navn fra Udlændinge-, Integrations- og Boligministeriet til dets nuværende i forbindelse med, at boligområdet blev flyttet til Transport- og Bygningsministeriet.